# Étoile Filante de Lomé
Étoile Filante de Lomé is een Togolese voetbalclub uit de hoofdstad Lomé.

## Erelijst
- Landskampioen

1961, 1962, 1964, 1965, 1967, 1968, 1992
- Beker van Togo

Winnaar: 1956, 1958, 1961, 1994
Finalist: 1996
- Afrikaanse beker der kampioenen

Finalist: 1968
- Beker van Frans-West-Afrika

1960

## Bekende (oud-)spelers
- Kossi Agassa